# Saintonge

La provincia della Saintonge nel XVIII secolo e i comuni attuali.

La Saintonge (AFI: /sɛ̃ˈtõʒ/), tradizionalmente nota in italiano come Santongia, era una delle antiche province francesi.
I suoi confini subirono molteplici variazioni nel corso del tempo: contesa fra Aquitania, Poitou e Angiò durante il primo Medioevo, divenne in seguito oggetto di disputa fra le due dinastie reali dei Capetingi e dei Plantageneti, da cui le lotte incessanti fra 1152 e 1451.
Oggigiorno il territorio della provincia storica è suddiviso fra due dipartimenti, la Charente Marittima e la Charente, e si estende, grosso modo, dalla costa a nord della Gironda, per una profondità di 50 chilometri, a sud di Rochefort fino a sud di Jonzac e ad est di Jarnac.

## Storia
La Saintonge fu popolata dai Celti Santoni, e costituì una prospera civitas della Gallia romana. La capitale della provincia di Aquitania fu stabilita a Saintes, che ebbe a beneficiare di importanti opere urbanistiche: ponte sulla Charente, arco di trionfo di Germanico (a segnare l'arrivo di una delle più importanti strade romane della Gallia, strada che aveva inizio nella capitale Lugdunum), anfiteatro e terme.
Sant'Eutropio, originario di Saintes (III secolo), diffuse il Cristianesimo nella regione, che comprendeva allora anche l'Aunis. Fu martirizzato e il blasone della Saintonge rappresenta la sua mitria di primo vescovo di Saintes, contornata da tre fiordalisi su fondo blu.
Saintes fu invasa successivamente dagli Alani, dai Vandali all'inizio del IV secolo e dai Visigoti nel 419. Nel 507 fu conquistata da Clodoveo I con il resto dell'Aquitania annessa al Regnum Francorum e suddivisa in numerosi feudi, di cui i più importanti avevano le loro signorie a Saintes, Saint-Jean-d'Angély, Aulnay, Cognac, Jarnac e Jonzac.
Nel 565, un certo Waddon è menzionato come conte di Saintonge.
Nel X secolo, l'Aunis fu separato dalla Saintonge, la quale passò alle dipendenze del siniscalco del Poitou fino al 1360.

### La guerra dei cent'anni
Nell'XI e XII secolo i signori di Châtellaillon rivestirono un ruolo importante nella storia del territorio, che passò sotto la dominazione inglese nel 1152 in virtù del matrimonio fra Eleonora d'Aquitania e Enrico II d'Inghilterra. Fu conquistato in parte (riva destra della Charente) da Giovanni Senzaterra fra il 1204 e il 1210.
Nel 1258 la Saintonge divenne una parte del ducato di Guienna, lasciato a Enrico III d'Inghilterra da Luigi IX di Francia.
La Saintonge sembrava in quel periodo una terra di frontiera, coi suoi signori divisi fra i legami anglo-aquitani e i rapporti con Parigi. Tutto mostra che i primi furono predominanti sino alla metà del XIV secolo; nonostante che il trattato di Brétigny unisse la provincia all'Aquitania, a partire da quel periodo gli errori di condotta di Edoardo III (chevauchée del 1346), e poi del Principe Nero contribuirono a rafforzare i vincoli con Parigi.
Nel 1371 fu totalmente riconquistata da Bertrand du Guesclin, per essere definitivamente riunita alla Corona di Francia dal re Carlo V nel 1375.

### Le guerre di religione francesi
Dal 1542 al 1549, conobbe gravi rivolte contro le gabelle, fino all'editto di Enrico II. A partire dagli anni cinquanta del XVI secolo si diffusero rapidamente le idee della Riforma protestante, la Saintonge ne fu un centro assai attivo, con La Rochelle, nel vicino Aunis, che era divenuta una delle capitali e piazzeforti protestanti. La pace di Saint-Germain, l'8 agosto 1570, riconobbe la città di La Rochelle come una delle quattro zone franche accordate ai Protestanti.
Gli anni fra il 1570 e il 1590 furono segnati dalle guerre di religione, e dal 1593 al 1595 ebbe luogo la jacquerie cosiddetta "Des croquants".
L'Editto di Nantes (firmato da Enrico IV nel 1598) portò una ventina d'anni di pace, fino al 1620. Saint-Jean-d'Angély cadde nel 1621, assediata da Luigi XIII, e nel 1628, dopo l'assedio di La Rochelle, la Saintonge è nuovamente riunita all'Aunis in una généralité.
Nei decenni successivi (1630 - 1650) fu la guerra dei trent'anni a compiere la propria opera devastatrice, accompagnata da rivolte contadine contro le nuove imposte.
Dal 1650 al 1653, la Fronda dei Principi interessò la Saintonge e provocò la miseria nelle campagne.
Il decennio successivo vide una ripresa delle persecuzioni ai danni dei Protestanti, che esplosero nel 1685 con la revoca dell'Editto di Nantes; ebbe inizio allora l'emigrazione di numerosi Ugonotti verso il Nuovo Mondo ed arrivò Fénelon, incaricato della "conversione" dei Protestanti locali.

### L'epoca rivoluzionaria e napoleonica
A Saintes, Rochefort e La Rochelle, a partire dal 1744, furono fondate logge massoniche di obbedienza inglese; nel 1757 e 1758, le coste subirono incursioni britanniche. Il 1785 fu segnato da un cattivo raccolto e dalla conseguente scarsezza di cibo, e pure l'anno 1789 vide una pesante crisi agricola.
Dal 1790 al 1794, le campagne furono percorse da estese rivolte e dal "Terrore". La provincia fu unita al nuovo dipartimento della Charente-Inférieure, con Saintes come sede di prefettura, che venne poi trasferita a La Rochelle nel 1810.

## Personaggi celebri
- Samuel de Champlain (1567-1635), esploratore e fondatore della città di Québec
- Guy Chabot de Saint-Gelais, 7º barone di Jarnac, (1514 - 6 agosto 1584), autore del celebre Coup de Jarnac.
- François Fresneau (1703-1770), ingegnere del Re, scopritore dell'Hevea brasiliensis, l'albero della gomma.
- Jean Ogier de Gombauld (1576-1666), poeta ed autore drammatico.
- Pierre Loti (1860-1923), scrittore.
- Bernard Palissy (1509-1590), ceramista.
- François Mitterrand (26 ottobre 1916 - 8 gennaio 1996), Presidente della Repubblica francese dal 1981 al 1995.

## Monumenti importanti
- Vestigia gallo-romane di Saintes fra cui l'anfiteatro, e l'Arco di Germanico.
- I forti marittimi delle chiuse: Fort Boyard, du Chapus, de l'île d'Aix.
- Le torri di La Rochelle: Saint-Nicolas, de la Chaîne e des Quatre-Sergents.
- Le torri dell'antica abbazia di Saint-Jean-d'Angély.
- La chiesa di Saint-Pierre d'Aulnay.
- Le chiese romaniche di Saintes: Saint-Eutrope e l'Abbaye aux Dames.
- La chiesa romanica di Santa Radegonda di Talmont.
- Il castello, gli edifici medievali e le porte della città di Cognac.
- Il castello de la Roche Courbon.
- Il castello di Taillebourg.
- I castelli del Poitou-Charentes, dalla fortezza di Pons al castello di Javarzay
- La città fortificata di Brouage.
- I ponti sull'estuario della Charente: ponte sospeso di Tonnay-Charente, ponte trasbordatore di Martrou vicino Rochefort, ponte levatoio di Martrou (rovine), ponte moderno di Soubise.